# Robert Gigi
Robert Gigi (Besançon, 1926 - 2007) was een Franse striptekenaar en illustrator.

## Informatie
Gigi begon als student te werken in het kunstatelier van Raymond Poïvet. Hij maakte zijn eerste strip in 1948 en noemde zichzelf Bob Gigi. Gigi werkte voor het persbureau Paris-Graphic, ook wel bekend als Fabiola. Hij werkte ook voor de tijdschriften L'Aurore en Les Aventuriers d'Aujourd'hui.
Gigi trad uiteindelijk in 1951 toe tot de Société Parisienne d'Édition (SPE) en bleef hieraan verbonden tot 1980. Toen hij deel uitmaakte van de Société, werden zijn tekeningen gepubliceerd in L'Épatant, Fillette en Pschitt Adventures. Hij tekende strips voor meisjes, zette romans om in strips en leverde illustraties. In 1967 publiceerde Éric Losfeld zijn controversiële erotische avonturenstrip Scarlett Dream, een boek dat veel overeenkomsten vertoont met het stripboek Barbarella van Jean-Claude Forest. Gigi begon in 1970 met een fantasieserie genaamd Agar, die werd gepubliceerd in Il Corrieri dei Ragazzi. Zowel voor Scarlett Dream als Agar werkt hij samen met scenarist Claude Moliterni. Hij werkte in de jaren tachtig  als stripleraar aan de school voor Schone kunsten in Angoulême.
In 1991 ging Gigi met pensioen en begon met beeldhouwen. Hij stierf na een lang ziekbed in 2007.
In het Nederlandse taalgebied verschenen de stripreeksen Scarlett Dream en Ugaki de samoerai. Die laatste strip werd voorgepubliceerd in Pep en in Charlie.